# ثيو تيمرمانز
ثيو تيمرمانز (بالهولندية: Theo Timmermans)‏ (15 نوفمبر 1989 في هولندا - ) هو لاعب كرة قدم هولندي في مركز حراسة المرمى. لعب مع نادي فولندام وVV Sneek Wit Zwart ‏ وHarkemase Boys ‏ ونادي فيندام.

## وصلات خارجية
- ثيو تيمرمانز على موقع قاعدة بيانات كرة القدم.إي يو (الإنجليزية)
- ثيو تيمرمانز على موقع Soccerway.com (الإنجليزية)